# Segura
Segura (španělsky Río Segura) je řeka na jihovýchodě Španělsku (Andalusie, Kastilie-La Mancha, Valencia, Murcie). Je 341 km dlouhá. Povodí má rozlohu 16 200 km².

## Průběh toku
Pramení v pohoří Sierra de Segura v soustavě Andaluských hor v nadmořské výšce přibližně 1500 m. Teče převážně na východ nejprve v horách a na dolním toku Murcijskou nížinou. Ústí do Středozemního moře.

## Vodní stav
Nejvyšší vodnosti dosahuje v zimě a na podzim a nejnižší v létě. Průměrný průtok vody v místě, kde opouští hory činí 21 m³/s.

## Využití
Využívá se na zavlažování, což je příčinou nižšího průtoku na dolním toku. Na řece byly postaveny vodní elektrárny a za jejich hrázemi vznikly přehrady. Vodní doprava není možná. Na řece leží město Murcia.